# راندي ألين (كرة سلة)
راندي ألين (بالإنجليزية: Randy Allen)‏ مواليد 26 يناير 1965 في ميلتون، هو لاعب كرة سلة أمريكي معتزل. بدأ مسيرته الاحترافية في سنة 1987. حمل الرقم 33. يبلغ طوله 6 قدم 8 بوصة (2.0 م). اعتزل اللعب في 1996.

## المسيرة الاحترافية
لعب مع سكرامنتو كينغز من سنة 1988 إلى 1990، ثم لعب مع نادي بريوغان لكرة السلة في الدوري الإسباني في موسم 1991–1992، ثم لعب مع شوليه باسكت في الدوري الفرنسي في موسم 1992–1993، ثم لعب مع نادي سانت جوسيب لكرة السلة في الدوري الإسباني في موسم 1993–1994.

## روابط خارجية
- راندي ألين على موقع إن بي أي (الإنجليزية)
- راندي ألين على موقع سبورتس رفرنس (الإنجليزية)
- راندي ألين على موقع الدوري الإسباني لكرة السلة (الإسبانية)
- راندي ألين على موقع كلية كرة السلة في سبورتس رفرنس.كوم (الإنجليزية)
- راندي ألين على موقع ريلجم (الإنجليزية)
- راندي ألين على موقع بروبوليرز (الإنجليزية)
- راندي ألين على موقع سبورتس رفرنس (الإنجليزية)